# Прокупле (община)
Община Прокупле (на сръбски: Општина Прокупље) е административна единица в Сърбия, Топлишки окръг. Заема площ от 759 км2. Административен център е град Прокупле.

## Население
Според преброяването от 2011 г. населението на Община Прокупле възлиза на 44 419 души. Гъстотата е 58,52 души/км2.

### Етнически състав
- сърби – 40 936 жители
- цигани – 2154 жители
- черногорци – 113 жители
- румънци – 75 жители
- македонци – 74 жители
- хървати – 35 жители
- горанци – 23 жители
- албанци – 12 жители
- югославяни – 11 жители
- словенци – 11 жители
- българи – 8 жители
- унгарци – 8 жители
- мюсюлмани – 7 жители
- руснаци – 7 жители
- бошняци – 7 жители
- словаци – 4 жители
- германци – 3 жители
- украинци – 1 жител
- власи – 1 жител
- буневци – 1 жител
- други – 42 жители
- неизяснени – 277 жители
- регионална принадлежност – 2 жители
- неизвестно – 607 жители[3]

## Селищна мрежа
В границите на общината влизат 107 населени места.
- 1 град: Прокупле
- 106 села:

| - Арбанашка - Бабин поток - Баботинац - Байчинце - Балиновац - Балчак - Баце - Бела вода - Бели камен - Белогош - Белолин - Бериле - Богуевац - Бреговина - Бресник - Бресничич - Бублица - Букулорам - Булатовац - Бучинце - Велика Плана - Видовача - Вича - Власово - Водице - Гласовик - Гоиновац | - Горна Беяшница - Горна Бресница - Горна Конюша - Горна Речица - Горна Стражава - Горна Топоница - Горна Търнава - Горни Статовац - Горно Кординце - Грабовац - Губетин - Добротич - Долна Беяшница - Долна Бресница - Долна Конюша - Долна Речица - Долна Стражава - Долна Топоница - Долна Търнава - Долни Статовац - Долно Кординце - Джигол - Джуровац - Джушница - Драги Део - Дреновац - Житни поток | - Здравине - Злата - Йовине ливаде - Калудра - Клисурица - Кожинце - Конджел - Кончич - Костеница - Крушевица - Кърни град - Маджере - Мала Плана - Мачина - Меровац - Микуловац - Милковица - Мърляк - Мършел - Нова Божурна - Нови Джуровац - Ново село - Объртинце - Пасяча - Пашинац - Пестиш - Петровац | - Пискале - Плочник - Поточич - Прекадин - Прекашница - Прекопуце - Ранкова река - Растовница - Релинац - Ресинац - Ръгае - Селище - Смърдан - Средни Статовац - Стари Джуровац - Старо село - Товърляне - Търнови Лаз - Туларе - Чуковац - Шевиш - Широке ниве - Шишмановац - Юговац - Ябучево |